# Demotape
Demotape – niepublikowana pierwsza solowa płyta rapera Bushido wydana w 1999 roku.

## Lista utworów
1. "Intro"
2. "Schlagen"
3. "Illusion" (feat. Fabrice)
4. "Westliche Kammer" (feat. Vader)
5. "Es tut Weh"
6. "Ich Wuerde..."
7. "10 vor 12" (feat. Vader)
8. "The Crew" (feat. Vader)
9. "Neues Kapital"
10. "Sei Ehrlich"
11. "Allstars" (feat. DMC, Fabrice & Vader)
12. "Westberlin Untergrund" (feat. Orgasmus)
13. "Sued Rap Stars" (feat. Frauenartz & Orgasmus)
14. "Outro"